# 黃光洛
黃光洛（1920年8月9日—1977年11月18日），福建省福州市人，中華民國國軍將領，官至中華民國海軍陸戰隊中將司令，但在任期將滿一年之際，就因血癌病逝於任內，享年57歲。

## 學歷
- 陸軍軍官學校第四分校第十五期步科畢業
- 陸軍大學正則班第二十二期畢業
- 美國海軍陸戰隊學校高級班
- 三軍聯大正規班十二期及將官班

## 生平
1939年，於陸軍軍官學校第十五期畢業，分發至國民革命軍第十八軍，先後擔任排長、連長、營長等職務。後轉任陸戰隊，先後擔任團長、陸戰隊第1師師長（民國57年3月11日 - 59年9月30日）、海軍陸戰隊學校教育長、海軍陸戰隊司令部參謀長、海軍陸戰隊副司令、海軍陸戰隊司令（民國65年12月11 - 66年11月18日）。

## 曾參與重大戰事
- 抗日戰爭
  - 宜昌會戰（即棗宜會戰，1940年6月）
  - 石牌會戰（即鄂西會戰，1943年5至6月）
  - 湘西會戰，1945年4至6月
- 戡亂戰爭（或稱第二次國共內戰）
  - 魯西南戰役
  - 南麻戰役

## 其他
黃光洛將軍當時病逝於司令任內時，留下髮妻與7名女兒，其中幼女僅十歲，並無家產。所以陸戰隊出面治辦喪事，將軍墓位於台灣壽山 (高雄市)。